# Liste der Städte der DDR
Die Liste der Städte der DDR enthält alle Städte, die in der DDR in der Zeit vom 7. Oktober 1949 bis zum 2. Oktober 1990 existiert haben. Hierzu gehören auch die Gemeinden, die innerhalb dieses Zeitraums zu Städten ernannt wurden, und die Städte, die – in der Regel durch Eingemeindungen – den Titel Stadt verloren haben.
Die Sortierung erfolgt innerhalb der Länder (im heutigen Zuschnitt) chronologisch nach dem Namen der Stadt. Im Bereich der nach Niedersachsen umgegliederten Gemeinden gab es keine Städte.
Aufgeführt werden der Name der Stadt, der Zeitpunkt ihrer Bildung/Ernennung und Auflösung (falls notwendig) und die Kreiszugehörigkeit zu bestimmten Terminen.

## Brandenburg
| Name                     | von        | bis        | Grund                                    | Kreis/Landkreis | Kreis/Landkreis  | Kreis/Landkreis     | Kreis/Landkreis     | Kreis/Landkreis     |
| Name                     | von        | bis        | Grund                                    | 07.10.1949      | 31.08.1950       | 25.07.1952          | 01.01.1965          | 02.10.1990          |
| Altlandsberg             |            |            |                                          | Niederbarnim    | Niederbarnim     | Strausberg          | Strausberg          | Strausberg          |
| Alt Ruppin               |            |            |                                          | Ruppin          | Ruppin           | Neuruppin           | Neuruppin           | Neuruppin           |
| Angermünde               |            |            |                                          | Angermünde      | Angermünde       | Angermünde          | Angermünde          | Angermünde          |
| Bad Freienwalde (Oder)   |            |            |                                          | Oberbarnim      | Oberbarnim       | Bad Freienwalde     | Bad Freienwalde     | Bad Freienwalde     |
| Bad Liebenwerda          |            |            |                                          | Liebenwerda     | Liebenwerda      | Bad Liebenwerda     | Bad Liebenwerda     | Bad Liebenwerda     |
| Bad Wilsnack             |            |            |                                          | Westprignitz    | Westprignitz     | Perleberg           | Perleberg           | Perleberg           |
| Baruth/Mark              |            |            |                                          | Luckenwalde     | Luckenwalde      | Zossen              | Zossen              | Zossen              |
| Beelitz                  |            |            |                                          | Zauch-Belzig    | Zauch-Belzig     | Potsdam             | Potsdam             | Potsdam             |
| Beeskow                  |            |            |                                          | Beeskow-Storkow | Fürstenwalde     | Beeskow             | Beeskow             | Beeskow             |
| Belzig                   |            |            |                                          | Zauch-Belzig    | Zauch-Belzig     | Belzig              | Belzig              | Belzig              |
| Bernau                   |            |            |                                          | Niederbarnim    | Niederbarnim     | Bernau              | Bernau              | Bernau              |
| Biesenthal               |            |            |                                          | Oberbarnim      | Niederbarnim     | Bernau              | Bernau              | Bernau              |
| Brandenburg an der Havel |            |            |                                          | kreisfrei       | kreisfrei        | kreisfrei           | kreisfrei           | kreisfrei           |
| Brück                    |            |            |                                          | Zauch-Belzig    | Zauch-Belzig     | Belzig              | Belzig              | Belzig              |
| Brüssow                  |            |            |                                          | Prenzlau        | Pasewalk         | Prenzlau            | Prenzlau            | Prenzlau            |
| Buckow                   |            |            |                                          | Lebus           | Seelow           | Strausberg          | Strausberg          | Strausberg          |
| Cottbus                  |            |            |                                          | kreisfrei       | Cottbus          | Cottbus             | kreisfrei           | kreisfrei           |
| Dahme                    |            |            |                                          | Luckenwalde     | Luckenwalde      | Luckau              | Luckau              | Luckau              |
| Doberlug                 |            | 01.07.1950 | zu Doberlug-Kirchhain                    | Luckau          | –                | –                   | –                   | –                   |
| Doberlug-Kirchhain       | 01.07.1950 |            | aus Doberlug und Kirchhain               | –               | Luckau           | Finsterwalde        | Finsterwalde        | Finsterwalde        |
| Döbern                   | 07.10.1969 |            | Ernennung                                | –               | –                | –                   | –                   | Forst               |
| Drebkau                  |            |            |                                          | Calau           | Senftenberg      | Cottbus             | Cottbus             | Cottbus             |
| Eberswalde               |            | 22.03.1970 | zu Eberswalde-Finow                      | kreisfrei       | Oberbarnim       | Eberswalde          | Eberswalde          | –                   |
| Eisenhüttenstadt         | 13.11.1961 |            | aus Fürstenberg (Oder) und Stalinstadt   | –               | –                | –                   | kreisfrei           | kreisfrei           |
| EKO-Wohnstadt            | 01.02.1953 | 07.05.1953 | aus dem Kreis Fürstenberg zu Stalinstadt | –               | –                | –                   | –                   | –                   |
| Elsterwerda              |            |            |                                          | Liebenwerda     | Liebenwerda      | Bad Liebenwerda     | Bad Liebenwerda     | Bad Liebenwerda     |
| Falkenberg/Elster        | 17.10.1962 |            | Ernennung                                | –               | –                | –                   | Herzberg            | Herzberg            |
| Falkensee                | 07.10.1961 |            | Ernennung                                | –               | –                | –                   | Nauen               | Nauen               |
| Fehrbellin               |            |            |                                          | Osthavelland    | Osthavelland     | Neuruppin           | Neuruppin           | Neuruppin           |
| Finow                    |            | 22.03.1970 | zu Eberswalde-Finow                      | Oberbarnim      | Oberbarnim       | Eberswalde          | Eberswalde          | –                   |
| Finsterwalde             |            |            |                                          | Luckau          | Luckau           | Finsterwalde        | Finsterwalde        | Finsterwalde        |
| Forst (Lausitz)          |            |            |                                          | kreisfrei       | Cottbus          | Forst               | Forst               | Forst               |
| Frankfurt (Oder)         |            |            |                                          | kreisfrei       | Frankfurt (Oder) | kreisfrei           | kreisfrei           | kreisfrei           |
| Freyenstein              |            |            |                                          | Ostprignitz     | Ostprignitz      | Wittstock           | Wittstock           | Wittstock           |
| Friesack                 |            |            |                                          | Westhavelland   | Westhavelland    | Nauen               | Nauen               | Nauen               |
| Fürstenberg/Havel        |            |            |                                          | Neustrelitz     | Templin          | Gransee             | Gransee             | Gransee             |
| Fürstenberg (Oder)       |            | 13.11.1961 | zu Eisenhüttenstadt                      | Guben           | Frankfurt (Oder) | Fürstenberg         | –                   | –                   |
| Fürstenwalde/Spree       |            |            |                                          | Lebus           | Fürstenwalde     | Fürstenwalde        | Fürstenwalde        | Fürstenwalde        |
| Gartz (Oder)             |            |            |                                          | Randow          | Angermünde       | Angermünde          | Angermünde          | Angermünde          |
| Golßen                   |            |            |                                          | Luckau          | Luckau           | Luckau              | Luckau              | Luckau              |
| Gransee                  |            |            |                                          | Ruppin          | Ruppin           | Gransee             | Gransee             | Gransee             |
| Greiffenberg             |            |            |                                          | Angermünde      | Angermünde       | Angermünde          | Angermünde          | Angermünde          |
| Großräschen              | 01.07.1965 |            | Ernennung                                | –               | –                | –                   | –                   | Senftenberg         |
| Guben                    |            |            |                                          | kreisfrei       | Cottbus          | Guben               | Guben               | Guben               |
| Hennigsdorf              | 18.03.1962 |            | Ernennung                                | –               | –                | –                   | Oranienburg         | Oranienburg         |
| Herzberg/Elster          |            |            |                                          | Schweinitz      | Herzberg         | Herzberg            | Herzberg            | Herzberg            |
| Joachimsthal             |            |            |                                          | Angermünde      | Angermünde       | Eberswalde          | Eberswalde          | Eberswalde          |
| Jüterbog                 |            |            |                                          | Luckenwalde     | Luckenwalde      | Jüterbog            | Jüterbog            | Jüterbog            |
| Ketzin                   |            |            |                                          | Osthavelland    | Osthavelland     | Nauen               | Nauen               | Nauen               |
| Kirchhain                |            | 01.07.1950 | zu Doberlug-Kirchhain                    | Luckau          | –                | –                   | –                   | –                   |
| Königs Wusterhausen      |            |            |                                          | Teltow          | Teltow           | Königs Wusterhausen | Königs Wusterhausen | Königs Wusterhausen |
| Kremmen                  |            |            |                                          | Osthavelland    | Osthavelland     | Oranienburg         | Oranienburg         | Oranienburg         |
| Kyritz                   |            |            |                                          | Ostprignitz     | Ostprignitz      | Kyritz              | Kyritz              | Kyritz              |
| Lauchhammer              | 06.06.1953 |            | Ernennung                                | –               | –                | –                   | Senftenberg         | Senftenberg         |
| Lebus                    |            |            |                                          | Lebus           | Seelow           | Seelow              | Seelow              | Seelow              |
| Lenzen                   |            |            |                                          | Westprignitz    | Westprignitz     | Ludwigslust         | Ludwigslust         | Ludwigslust         |
| Liebenwalde              |            |            |                                          | Niederbarnim    | Niederbarnim     | Oranienburg         | Oranienburg         | Oranienburg         |
| Lieberose                |            |            |                                          | Lübben          | Lübben           | Beeskow             | Beeskow             | Beeskow             |
| Lindow                   |            |            |                                          | Ruppin          | Ruppin           | Neuruppin           | Neuruppin           | Neuruppin           |
| Lübben/Spreewald         |            |            |                                          | Lübben          | Lübben           | Lübben              | Lübben              | Lübben              |
| Luckau                   |            |            |                                          | Luckau          | Luckau           | Luckau              | Luckau              | Luckau              |
| Luckenwalde              |            |            |                                          | Luckenwalde     | Luckenwalde      | Luckenwalde         | Luckenwalde         | Luckenwalde         |
| Ludwigsfelde             | 18.07.1965 |            | Ernennung                                | –               | –                | –                   | –                   | Zossen              |
| Lychen                   |            |            |                                          | Templin         | Templin          | Templin             | Templin             | Templin             |
| Märkisch Buchholz        |            |            |                                          | Beeskow-Storkow | Lübben           | Königs Wusterhausen | Königs Wusterhausen | Königs Wusterhausen |
| Meyenburg                |            |            |                                          | Ostprignitz     | Ostprignitz      | Pritzwalk           | Pritzwalk           | Pritzwalk           |
| Mittenwalde              |            |            |                                          | Teltow          | Teltow           | Königs Wusterhausen | Königs Wusterhausen | Königs Wusterhausen |
| Mühlberg/Elbe            |            |            |                                          | Liebenwerda     | Liebenwerda      | Bad Liebenwerda     | Bad Liebenwerda     | Bad Liebenwerda     |
| Müllrose                 |            |            |                                          | Lebus           | Frankfurt (Oder) | Fürstenberg         | Eisenhüttenstadt    | Eisenhüttenstadt    |
| Müncheberg               |            |            |                                          | Lebus           | Seelow           | Strausberg          | Strausberg          | Strausberg          |
| Nauen                    |            |            |                                          | Osthavelland    | Osthavelland     | Nauen               | Nauen               | Nauen               |
| Neuruppin                |            |            |                                          | Ruppin          | Ruppin           | Neuruppin           | Neuruppin           | Neuruppin           |
| Neustadt (Dosse)         |            |            |                                          | Ruppin          | Ruppin           | Kyritz              | Kyritz              | Kyritz              |
| Niemegk                  |            |            |                                          | Zauch-Belzig    | Zauch-Belzig     | Belzig              | Belzig              | Belzig              |
| Oderberg                 |            |            |                                          | Angermünde      | Oberbarnim       | Eberswalde          | Eberswalde          | Eberswalde          |
| Oranienburg              |            |            |                                          | Niederbarnim    | Niederbarnim     | Oranienburg         | Oranienburg         | Oranienburg         |
| Peitz                    |            |            |                                          | Cottbus         | Cottbus          | Cottbus             | Cottbus             | Cottbus             |
| Perleberg                |            |            |                                          | Westprignitz    | Westprignitz     | Perleberg           | Perleberg           | Perleberg           |
| Plaue an der Havel       |            | 25.07.1952 | zu Brandenburg an der Havel              | Westhavelland   | Westhavelland    | –                   | –                   | –                   |
| Potsdam                  |            |            |                                          | kreisfrei       | kreisfrei        | kreisfrei           | kreisfrei           | kreisfrei           |
| Premnitz                 | 11.11.1962 |            | Ernennung                                | –               | –                | –                   | Rathenow            | Rathenow            |
| Prenzlau                 |            |            |                                          | Prenzlau        | Prenzlau         | Prenzlau            | Prenzlau            | Prenzlau            |
| Pritzerbe                |            |            |                                          | Westhavelland   | Westhavelland    | Brandenburg         | Brandenburg         | Brandenburg         |
| Pritzwalk                |            |            |                                          | Ostprignitz     | Ostprignitz      | Pritzwalk           | Pritzwalk           | Pritzwalk           |
| Putlitz                  |            |            |                                          | Westprignitz    | Westprignitz     | Pritzwalk           | Pritzwalk           | Pritzwalk           |
| Rathenow                 |            |            |                                          | kreisfrei       | Westhavelland    | Rathenow            | Rathenow            | Rathenow            |
| Rheinsberg               |            |            |                                          | Ruppin          | Ruppin           | Neuruppin           | Neuruppin           | Neuruppin           |
| Rhinow                   |            |            |                                          | Westhavelland   | Westhavelland    | Rathenow            | Rathenow            | Rathenow            |
| Schlieben                |            |            |                                          | Schweinitz      | Herzberg         | Herzberg            | Herzberg            | Herzberg            |
| Schönewalde              |            |            |                                          | Schweinitz      | Herzberg         | Herzberg            | Herzberg            | Herzberg            |
| Schwarzheide/N.L.        | 11.01.1967 |            | Ernennung                                | –               | –                | –                   | –                   | Senftenberg         |
| Schwedt/Oder             |            |            |                                          | Angermünde      | Angermünde       | Angermünde          | kreisfrei           | kreisfrei           |
| Senftenberg              |            |            |                                          | Calau           | Senftenberg      | Senftenberg         | Senftenberg         | Senftenberg         |
| Sonnewalde               |            |            |                                          | Luckau          | Luckau           | Finsterwalde        | Finsterwalde        | Finsterwalde        |
| Spremberg                |            |            |                                          | Spremberg       | Spremberg        | Spremberg           | Spremberg           | Spremberg           |
| Stalinstadt              | 07.05.1953 | 13.11.1961 | aus EKO-Wohnstadt zu Eisenhüttenstadt    | –               | –                | –                   | –                   | –                   |
| Storkow                  |            |            |                                          | Beeskow-Storkow | Fürstenwalde     | Beeskow             | Beeskow             | Beeskow             |
| Strausberg               |            |            |                                          | Oberbarnim      | Oberbarnim       | Strausberg          | Strausberg          | Strausberg          |
| Teltow                   |            |            |                                          | Teltow          | Teltow           | Potsdam             | Potsdam             | Potsdam             |
| Templin                  |            |            |                                          | Templin         | Templin          | Templin             | Templin             | Templin             |
| Teupitz                  |            |            |                                          | Teltow          | Teltow           | Königs Wusterhausen | Königs Wusterhausen | Königs Wusterhausen |
| Trebbin                  |            |            |                                          | Teltow          | Teltow           | Luckenwalde         | Luckenwalde         | Luckenwalde         |
| Treuenbrietzen           |            |            |                                          | Zauch-Belzig    | Zauch-Belzig     | Jüterbog            | Jüterbog            | Jüterbog            |
| Uebigau                  |            |            |                                          | Liebenwerda     | Liebenwerda      | Herzberg            | Herzberg            | Herzberg            |
| Vetschau                 |            |            |                                          | Calau           | Lübben           | Calau               | Calau               | Calau               |
| Vierraden                |            |            |                                          | Angermünde      | Angermünde       | Angermünde          | Angermünde          | Angermünde          |
| Wahrenbrück              |            |            |                                          | Liebenwerda     | Liebenwerda      | Bad Liebenwerda     | Bad Liebenwerda     | Bad Liebenwerda     |
| Waren (Müritz)           |            |            |                                          | Waren           | Waren            | Waren               | Waren               | Waren               |
| Welzow                   | 08.10.1969 |            | Ernennung                                | –               | –                | –                   | –                   | Spremberg           |
| Werder (Havel)           |            |            |                                          | Zauch-Belzig    | Zauch-Belzig     | Potsdam             | Potsdam             | Potsdam             |
| Werneuchen               |            |            |                                          | Oberbarnim      | Niederbarnim     | Bernau              | Bernau              | Bernau              |
| Wittenberge              |            |            |                                          | kreisfrei       | Westprignitz     | Perleberg           | Perleberg           | Perleberg           |
| Wittstock/Dosse          |            |            |                                          | Ostprignitz     | Ostprignitz      | Wittstock           | Wittstock           | Wittstock           |
| Wriezen                  |            |            |                                          | Oberbarnim      | Oberbarnim       | Bad Freienwalde     | Bad Freienwalde     | Bad Freienwalde     |
| Wusterhausen/Dosse       |            |            |                                          | Ruppin          | Ruppin           | Kyritz              | Kyritz              | Kyritz              |
| Zehdenick                |            |            |                                          | Templin         | Templin          | Gransee             | Gransee             | Gransee             |
| Zossen                   |            |            |                                          | Teltow          | Teltow           | Zossen              | Zossen              | Zossen              |

## Mecklenburg-Vorpommern
| Name                     | von        | bis        | Grund                     | Kreis/Landkreis | Kreis/Landkreis | Kreis/Landkreis   | Kreis/Landkreis   | Kreis/Landkreis   |
| Name                     | von        | bis        | Grund                     | 07.10.1949      | 31.08.1950      | 25.07.1952        | 01.01.1965        | 02.10.1990        |
| Altentreptow             |            |            |                           | Demmin          | Demmin          | Altentreptow      | Altentreptow      | Altentreptow      |
| Anklam                   |            |            |                           | Anklam          | Anklam          | Anklam            | Anklam            | Anklam            |
| Bad Doberan              |            |            |                           | Rostock         | Rostock         | Bad Doberan       | Bad Doberan       | Bad Doberan       |
| Bad Sülze                |            |            |                           | Rostock         | Rostock         | Ribnitz-Damgarten | Ribnitz-Damgarten | Ribnitz-Damgarten |
| Barth                    |            |            |                           | Stralsund       | Stralsund       | Ribnitz-Damgarten | Ribnitz-Damgarten | Ribnitz-Damgarten |
| Bergen/Rügen             |            |            |                           | Rügen           | Rügen           | Bergen            | Rügen             | Rügen             |
| Boizenburg/Elbe          |            |            |                           | Hagenow         | Hagenow         | Hagenow           | Hagenow           | Hagenow           |
| Burg Stargard            |            |            |                           | Neubrandenburg  | Neubrandenburg  | Neubrandenburg    | Neubrandenburg    | Neubrandenburg    |
| Bützow                   |            |            |                           | Güstrow         | Güstrow         | Bützow            | Bützow            | Bützow            |
| Damgarten                |            | 01.07.1950 | zu Ribnitz-Damgarten      | Rostock         | –               | –                 | –                 | –                 |
| Dargun                   |            |            |                           | Malchin         | Malchin         | Malchin           | Malchin           | Malchin           |
| Dassow                   |            |            |                           | Schönberg       | Grevesmühlen    | Grevesmühlen      | Grevesmühlen      | Grevesmühlen      |
| Demmin                   |            |            |                           | Demmin          | Demmin          | Demmin            | Demmin            | Demmin            |
| Dömitz                   |            |            |                           | Ludwigslust     | Ludwigslust     | Ludwigslust       | Ludwigslust       | Ludwigslust       |
| Eggesin                  | 07.10.1966 |            | Ernennung                 | –               | –               | –                 | –                 | Ueckermünde       |
| Feldberg                 |            |            |                           | Neustrelitz     | Neustrelitz     | Neustrelitz       | Neustrelitz       | Neustrelitz       |
| Franzburg                |            |            |                           | Stralsund       | Stralsund       | Stralsund         | Stralsund         | Stralsund         |
| Friedland                |            |            |                           | Neubrandenburg  | Neubrandenburg  | Neubrandenburg    | Neubrandenburg    | Neubrandenburg    |
| Gadebusch                |            |            |                           | Schwerin        | Schwerin        | Gadebusch         | Gadebusch         | Gadebusch         |
| Garz/Rügen               |            |            |                           | Rügen           | Rügen           | Putbus            | Rügen             | Rügen             |
| Gnoien                   |            |            |                           | Malchin         | Malchin         | Teterow           | Teterow           | Teterow           |
| Goldberg                 |            |            |                           | Parchim         | Parchim         | Lübz              | Lübz              | Lübz              |
| Grabow                   |            |            |                           | Ludwigslust     | Ludwigslust     | Ludwigslust       | Ludwigslust       | Ludwigslust       |
| Greifswald               |            |            |                           | kreisfrei       | Greifswald      | Greifswald        | Greifswald        | kreisfrei         |
| Grevesmühlen             |            |            |                           | Schönberg       | Grevesmühlen    | Grevesmühlen      | Grevesmühlen      | Grevesmühlen      |
| Grimmen                  |            |            |                           | Grimmen         | Grimmen         | Grimmen           | Grimmen           | Grimmen           |
| Güstrow                  |            |            |                           | kreisfrei       | Güstrow         | Güstrow           | Güstrow           | Güstrow           |
| Gützkow                  |            |            |                           | Greifswald      | Greifswald      | Greifswald        | Greifswald        | Greifswald        |
| Hagenow                  |            |            |                           | Hagenow         | Hagenow         | Hagenow           | Hagenow           | Hagenow           |
| Jarmen                   |            |            |                           | Demmin          | Demmin          | Demmin            | Demmin            | Demmin            |
| Klütz                    |            |            |                           | Schönberg       | Grevesmühlen    | Grevesmühlen      | Grevesmühlen      | Grevesmühlen      |
| Krakow am See            |            |            |                           | Güstrow         | Güstrow         | Güstrow           | Güstrow           | Güstrow           |
| Kröpelin                 |            |            |                           | Rostock         | Rostock         | Bad Doberan       | Bad Doberan       | Bad Doberan       |
| Kühlungsborn, Ostseebad  |            |            |                           | Rostock         | Rostock         | Bad Doberan       | Bad Doberan       | Bad Doberan       |
| Laage                    |            |            |                           | Güstrow         | Güstrow         | Güstrow           | Güstrow           | Güstrow           |
| Lassan                   |            |            |                           | Greifswald      | Anklam          | Wolgast           | Wolgast           | Wolgast           |
| Loitz                    |            |            |                           | Grimmen         | Grimmen         | Demmin            | Demmin            | Demmin            |
| Lübtheen                 |            |            |                           | Hagenow         | Hagenow         | Hagenow           | Hagenow           | Hagenow           |
| Lübz                     |            |            |                           | Parchim         | Parchim         | Lübz              | Lübz              | Lübz              |
| Ludwigslust              |            |            |                           | Ludwigslust     | Ludwigslust     | Ludwigslust       | Ludwigslust       | Ludwigslust       |
| Malchin                  |            |            |                           | Malchin         | Malchin         | Malchin           | Malchin           | Malchin           |
| Malchow                  |            |            |                           | Waren           | Waren           | Waren             | Waren             | Waren             |
| Marlow                   |            |            |                           | Rostock         | Rostock         | Ribnitz-Damgarten | Ribnitz-Damgarten | Ribnitz-Damgarten |
| Mirow                    |            |            |                           | Neustrelitz     | Neustrelitz     | Neustrelitz       | Neustrelitz       | Neustrelitz       |
| Neubrandenburg           |            |            |                           | Neubrandenburg  | Neubrandenburg  | Neubrandenburg    | Neubrandenburg    | kreisfrei         |
| Neubukow                 |            |            |                           | Wismar          | Wismar          | Bad Doberan       | Bad Doberan       | Bad Doberan       |
| Neukalen                 |            |            |                           | Malchin         | Malchin         | Malchin           | Malchin           | Malchin           |
| Neukloster               |            |            |                           | Wismar          | Wismar          | Wismar            | Wismar            | Wismar            |
| Neustadt-Glewe           |            |            |                           | Ludwigslust     | Ludwigslust     | Ludwigslust       | Ludwigslust       | Ludwigslust       |
| Neustrelitz              |            |            |                           | Neustrelitz     | Neustrelitz     | Neustrelitz       | Neustrelitz       | Neustrelitz       |
| Parchim                  |            |            |                           | Parchim         | Parchim         | Parchim           | Parchim           | Parchim           |
| Pasewalk                 |            |            |                           | Ueckermünde     | Pasewalk        | Pasewalk          | Pasewalk          | Pasewalk          |
| Penkun                   |            |            |                           | Randow          | Prenzlau        | Pasewalk          | Pasewalk          | Pasewalk          |
| Penzlin                  |            |            |                           | Waren           | Waren           | Waren             | Waren             | Waren             |
| Plau am See              |            |            |                           | Parchim         | Parchim         | Lübz              | Lübz              | Lübz              |
| Putbus                   | 29.06.1960 |            | Ernennung                 | –               | –               | –                 | Rügen             | Rügen             |
| Rehna                    |            |            |                           | Schönberg       | Grevesmühlen    | Gadebusch         | Gadebusch         | Gadebusch         |
| Rerik, Ostseebad         |            |            |                           | Wismar          | Wismar          | Bad Doberan       | Bad Doberan       | Bad Doberan       |
| Ribnitz                  |            | 01.07.1950 | zu Ribnitz-Damgarten      | Rostock         | –               | –                 | –                 | –                 |
| Ribnitz-Damgarten        | 01.07.1950 |            | aus Damgarten und Ribnitz | –               | Rostock         | Ribnitz-Damgarten | Ribnitz-Damgarten | Ribnitz-Damgarten |
| Richtenberg              |            |            |                           | Stralsund       | Stralsund       | Stralsund         | Stralsund         | Stralsund         |
| Röbel/Müritz             |            |            |                           | Waren           | Waren           | Röbel/Müritz      | Röbel/Müritz      | Röbel/Müritz      |
| Rostock                  |            |            |                           | kreisfrei       | kreisfrei       | kreisfrei         | kreisfrei         | kreisfrei         |
| Sassnitz                 | 01.01.1957 |            | Ernennung                 | –               | –               | –                 | Rügen             | Rügen             |
| Schönberg                |            |            |                           | Schönberg       | Grevesmühlen    | Grevesmühlen      | Grevesmühlen      | Grevesmühlen      |
| Schwaan                  |            |            |                           | Güstrow         | Güstrow         | Bützow            | Bützow            | Bützow            |
| Schwerin                 |            |            |                           | kreisfrei       | kreisfrei       | kreisfrei         | kreisfrei         | kreisfrei         |
| Stavenhagen, Reuterstadt |            |            |                           | Malchin         | Malchin         | Malchin           | Malchin           | Malchin           |
| Sternberg                |            |            |                           | Wismar          | Wismar          | Sternberg         | Sternberg         | Sternberg         |
| Stralsund                |            |            |                           | kreisfrei       | kreisfrei       | kreisfrei         | kreisfrei         | kreisfrei         |
| Strasburg (Uckermark)    |            |            |                           | Prenzlau        | Pasewalk        | Strasburg         | Strasburg         | Strasburg         |
| Tessin                   |            |            |                           | Rostock         | Rostock         | Rostock           | Rostock           | Rostock           |
| Torgelow                 |            |            |                           | Ueckermünde     | Pasewalk        | Ueckermünde       | Ueckermünde       | Ueckermünde       |
| Tribsees                 |            |            |                           | Grimmen         | Grimmen         | Stralsund         | Stralsund         | Stralsund         |
| Ueckermünde              |            |            |                           | Ueckermünde     | Pasewalk        | Ueckermünde       | Ueckermünde       | Ueckermünde       |
| Usedom                   |            |            |                           | Usedom          | Usedom          | Wolgast           | Wolgast           | Wolgast           |
| Warin                    |            |            |                           | Wismar          | Wismar          | Sternberg         | Sternberg         | Sternberg         |
| Wesenberg                |            |            |                           | Neustrelitz     | Neustrelitz     | Neustrelitz       | Neustrelitz       | Neustrelitz       |
| Wismar                   |            |            |                           | kreisfrei       | kreisfrei       | kreisfrei         | kreisfrei         | kreisfrei         |
| Wittenburg               |            |            |                           | Hagenow         | Hagenow         | Hagenow           | Hagenow           | Hagenow           |
| Woldegk                  |            |            |                           | Neubrandenburg  | Neubrandenburg  | Strasburg         | Strasburg         | Strasburg         |
| Wolgast                  |            |            |                           | Greifswald      | Greifswald      | Wolgast           | Wolgast           | Wolgast           |
| Zarrentin                |            |            |                           | Hagenow         | Hagenow         | Hagenow           | Hagenow           | Hagenow           |

## Sachsen
| Name                     | von        | bis        | Grund                                                                | Kreis/Landkreis | Kreis/Landkreis | Kreis/Landkreis      | Kreis/Landkreis      | Kreis/Landkreis      |
| Name                     | von        | bis        | Grund                                                                | 07.10.1949      | 31.08.1950      | 25.07.1952           | 01.01.1965           | 02.10.1990           |
| Adorf                    |            |            |                                                                      | Oelsnitz        | Oelsnitz        | Oelsnitz             | Oelsnitz             | Oelsnitz             |
| Altenberg                |            |            |                                                                      | Dippoldiswalde  | Dippoldiswalde  | Dippoldiswalde       | Dippoldiswalde       | Dippoldiswalde       |
| Annaberg-Buchholz        |            |            |                                                                      | Annaberg        | Annaberg        | Annaberg             | Annaberg             | Annaberg             |
| Aue                      |            |            |                                                                      | Aue             | Aue             | Aue                  | Aue                  | Aue                  |
| Auerbach/Vogtl.          |            |            |                                                                      | Auerbach        | Auerbach        | Auerbach             | Auerbach             | Auerbach             |
| Augustusburg             |            |            |                                                                      | Flöha           | Flöha           | Flöha                | Flöha                | Flöha                |
| Bad Düben                |            |            |                                                                      | Bitterfeld      | Bitterfeld      | Gräfenhainichen      | Eilenburg            | Eilenburg            |
| Bad Elster               |            |            |                                                                      | Oelsnitz        | Oelsnitz        | Oelsnitz             | Oelsnitz             | Oelsnitz             |
| Bad Gottleuba, Kurort    |            |            |                                                                      | Pirna           | Pirna           | Pirna                | Pirna                | Pirna                |
| Bad Lausick              |            |            |                                                                      | Borna           | Borna           | Geithain             | Geithain             | Geithain             |
| Bad Muskau               |            |            |                                                                      | Niesky          | Niesky          | Weißwasser           | Weißwasser           | Weißwasser           |
| Bad Schandau             |            |            |                                                                      | Pirna           | Pirna           | Pirna                | Pirna                | Pirna                |
| Bärenstein               |            |            |                                                                      | Dippoldiswalde  | Dippoldiswalde  | Dippoldiswalde       | Dippoldiswalde       | Dippoldiswalde       |
| Bautzen                  |            |            |                                                                      | Bautzen         | Bautzen         | Bautzen              | Bautzen              | Bautzen              |
| Berggießhübel, Kurort    |            |            |                                                                      | Pirna           | Pirna           | Pirna                | Pirna                | Pirna                |
| Belgern                  |            |            |                                                                      | Torgau          | Torgau          | Torgau               | Torgau               | Torgau               |
| Bernsdorf                | 18.09.1968 |            | Ernennung                                                            | –               | –               | –                    | –                    | Hoyerswerda          |
| Bernstadt                |            |            |                                                                      | Löbau           | Löbau           | Löbau                | Löbau                | Löbau                |
| Bischofswerda            |            |            |                                                                      | Bautzen         | Bautzen         | Bischofswerda        | Bischofswerda        | Bischofswerda        |
| Böhlen                   | 07.10.1963 |            | Ernennung                                                            | –               | –               | –                    | Borna                | Borna                |
| Borna                    |            |            |                                                                      | Borna           | Borna           | Borna                | Borna                | Borna                |
| Brand-Erbisdorf          |            |            |                                                                      | Freiberg        | Freiberg        | Brand-Erbisdorf      | Brand-Erbisdorf      | Brand-Erbisdorf      |
| Brandis                  |            |            |                                                                      | Grimma          | Grimma          | Wurzen               | Wurzen               | Wurzen               |
| Burgstädt                |            |            |                                                                      | Rochlitz        | Rochlitz        | Chemnitz             | Karl-Marx-Stadt      | Chemnitz             |
| Chemnitz                 | 01.01.1990 | 10.05.1953 | Namensänderung in Karl-Marx-Stadt Namensänderung von Karl-Marx-Stadt | kreisfrei       | kreisfrei       | kreisfrei            | –                    | kreisfrei            |
| Colditz                  |            |            |                                                                      | Grimma          | Grimma          | Grimma               | Grimma               | Grimma               |
| Coswig                   |            |            |                                                                      | Meißen          | Meißen          | Meißen               | Meißen               | Meißen               |
| Crimmitschau             |            |            |                                                                      | Zwickau         | Zwickau         | Werdau               | Werdau               | Werdau               |
| Dahlen                   |            |            |                                                                      | Oschatz         | Oschatz         | Oschatz              | Oschatz              | Oschatz              |
| Delitzsch                |            |            |                                                                      | Delitzsch       | Delitzsch       | Delitzsch            | Delitzsch            | Delitzsch            |
| Dippoldiswalde           |            |            |                                                                      | Dippoldiswalde  | Dippoldiswalde  | Dippoldiswalde       | Dippoldiswalde       | Dippoldiswalde       |
| Döbeln                   |            |            |                                                                      | Döbeln          | Döbeln          | Döbeln               | Döbeln               | Döbeln               |
| Dommitzsch               |            |            |                                                                      | Torgau          | Torgau          | Torgau               | Torgau               | Torgau               |
| Dresden                  |            |            |                                                                      | kreisfrei       | kreisfrei       | kreisfrei            | kreisfrei            | kreisfrei            |
| Ebersbach                |            |            |                                                                      | Löbau           | Löbau           | Löbau                | Löbau                | Löbau                |
| Ehrenfriedersdorf        |            |            |                                                                      | Annaberg        | Annaberg        | Zschopau             | Zschopau             | Zschopau             |
| Eibenstock               |            |            |                                                                      | Aue             | Aue             | Aue                  | Aue                  | Aue                  |
| Eilenburg                |            |            |                                                                      | Delitzsch       | Delitzsch       | Eilenburg            | Eilenburg            | Eilenburg            |
| Elsterberg               |            |            |                                                                      | Plauen          | Plauen          | Greiz                | Greiz                | Greiz                |
| Elstra                   |            |            |                                                                      | Kamenz          | Kamenz          | Kamenz               | Kamenz               | Kamenz               |
| Falkenstein/Vogtl.       |            |            |                                                                      | Auerbach        | Auerbach        | Auerbach             | Auerbach             | Auerbach             |
| Flöha                    |            |            |                                                                      | Flöha           | Flöha           | Flöha                | Flöha                | Flöha                |
| Frankenberg              |            |            |                                                                      | Flöha           | Flöha           | Hainichen            | Hainichen            | Hainichen            |
| Freiberg                 |            |            |                                                                      | Freiberg        | Freiberg        | Freiberg             | Freiberg             | Freiberg             |
| Freital                  |            |            |                                                                      | Dresden         | Dresden         | Freital              | Freital              | Freital              |
| Frohburg                 |            |            |                                                                      | Borna           | Borna           | Geithain             | Geithain             | Geithain             |
| Geising                  |            |            |                                                                      | Dippoldiswalde  | Dippoldiswalde  | Dippoldiswalde       | Dippoldiswalde       | Dippoldiswalde       |
| Geithain                 |            |            |                                                                      | Borna           | Borna           | Geithain             | Geithain             | Geithain             |
| Geringswalde             |            |            |                                                                      | Rochlitz        | Rochlitz        | Rochlitz             | Rochlitz             | Rochlitz             |
| Glashütte                |            |            |                                                                      | Dippoldiswalde  | Dippoldiswalde  | Dippoldiswalde       | Dippoldiswalde       | Dippoldiswalde       |
| Görlitz                  |            |            |                                                                      | kreisfrei       | kreisfrei       | kreisfrei            | kreisfrei            | kreisfrei            |
| Gräfenhainichen          |            |            |                                                                      | Bitterfeld      | Bitterfeld      | Gräfenhainichen      | Gräfenhainichen      | Gräfenhainichen      |
| Grimma                   |            |            |                                                                      | Grimma          | Grimma          | Grimma               | Grimma               | Grimma               |
| Gröditz                  | 07.10.1967 |            | Ernennung                                                            | –               | –               | –                    | –                    | Riesa                |
| Groitzsch                |            |            |                                                                      | Borna           | Borna           | Borna                | Borna                | Borna                |
| Großenhain               |            |            |                                                                      | Großenhain      | Großenhain      | Großenhain           | Großenhain           | Großenhain           |
| Großröhrsdorf            |            |            |                                                                      | Kamenz          | Kamenz          | Bischofswerda        | Bischofswerda        | Bischofswerda        |
| Hainichen                |            |            |                                                                      | Döbeln          | Döbeln          | Hainichen            | Hainichen            | Hainichen            |
| Hartenstein              |            |            |                                                                      | Zwickau         | Zwickau         | Zwickau              | Zwickau              | Zwickau              |
| Hartha                   |            |            |                                                                      | Döbeln          | Döbeln          | Döbeln               | Döbeln               | Döbeln               |
| Herrnhut                 |            |            |                                                                      | Löbau           | Löbau           | Löbau                | Löbau                | Löbau                |
| Hohenstein-Ernstthal     |            |            |                                                                      | Glauchau        | Glauchau        | Hohenstein-Ernstthal | Hohenstein-Ernstthal | Hohenstein-Ernstthal |
| Hohnstein                |            |            |                                                                      | Pirna           | Pirna           | Sebnitz              | Sebnitz              | Sebnitz              |
| Hoyerswerda              |            |            |                                                                      | Hoyerswerda     | Hoyerswerda     | Hoyerswerda          | Hoyerswerda          | Hoyerswerda          |
| Johanngeorgenstadt       |            |            |                                                                      | Aue             | Aue             | kreisfrei            | Schwarzenberg        | Schwarzenberg        |
| Jöhstadt                 |            |            |                                                                      | Annaberg        | Annaberg        | Annaberg             | Annaberg             | Annaberg             |
| Kamenz                   |            |            |                                                                      | Kamenz          | Kamenz          | Kamenz               | Kamenz               | Kamenz               |
| Karl-Marx-Stadt          | 10.05.1953 | 01.01.1990 | Namensänderung von Chemnitz Namensänderung in Chemnitz               | –               | –               | –                    | kreisfrei            | –                    |
| Kirchberg                |            |            |                                                                      | Zwickau         | Zwickau         | Zwickau              | Zwickau              | Zwickau              |
| Kitzscher                | 05.10.1974 |            | Ernennung                                                            | –               | –               | –                    | –                    | Borna                |
| Klingenthal/Sa.          |            |            |                                                                      | Auerbach        | Auerbach        | Klingenthal          | Klingenthal          | Klingenthal          |
| Kohren-Sahlis            |            |            |                                                                      | Borna           | Borna           | Geithain             | Geithain             | Geithain             |
| Königsbrück              |            |            |                                                                      | Kamenz          | Kamenz          | Kamenz               | Kamenz               | Kamenz               |
| Königstein/Sächs. Schw.  |            |            |                                                                      | Pirna           | Pirna           | Pirna                | Pirna                | Pirna                |
| Lauenstein               |            |            |                                                                      | Dippoldiswalde  | Dippoldiswalde  | Dippoldiswalde       | Dippoldiswalde       | Dippoldiswalde       |
| Lauta                    | 01.02.1965 |            | Ernennung                                                            | –               | –               | –                    | –                    | Hoyerswerda          |
| Lauter/Sa.               | 08.05.1962 |            | Ernennung                                                            | –               | –               | –                    | Aue                  | Aue                  |
| Leipzig                  |            |            |                                                                      | kreisfrei       | kreisfrei       | kreisfrei            | kreisfrei            | kreisfrei            |
| Leisnig                  |            |            |                                                                      | Döbeln          | Döbeln          | Döbeln               | Döbeln               | Döbeln               |
| Lengefeld                |            |            |                                                                      | Marienberg      | Marienberg      | Marienberg           | Marienberg           | Marienberg           |
| Lengenfeld               |            |            |                                                                      | Auerbach        | Auerbach        | Reichenbach          | Reichenbach          | Reichenbach          |
| Lichtenstein/Sa.         |            |            |                                                                      | Glauchau        | Glauchau        | Hohenstein-Ernstthal | Hohenstein-Ernstthal | Hohenstein-Ernstthal |
| Liebstadt                |            |            |                                                                      | Dippoldiswalde  | Dippoldiswalde  | Pirna                | Pirna                | Pirna                |
| Limbach                  |            | 01.07.1950 | zu Limbach-Oberfrohna                                                | Chemnitz        | –               | –                    | –                    | –                    |
| Limbach-Oberfrohna       | 01.07.1950 |            | aus Limbach und Oberfrohna                                           | –               | Chemnitz        | Chemnitz             | Karl-Marx-Stadt      | Chemnitz             |
| Löbau                    |            |            |                                                                      | Löbau           | Löbau           | Löbau                | Löbau                | Löbau                |
| Lommatzsch               |            |            |                                                                      | Meißen          | Meißen          | Meißen               | Meißen               | Meißen               |
| Lößnitz                  |            |            |                                                                      | Aue             | Aue             | Aue                  | Aue                  | Aue                  |
| Lugau/Erzgeb.            |            |            |                                                                      | Stollberg       | Zwickau         | Stollberg            | Stollberg            | Stollberg            |
| Lunzenau                 |            |            |                                                                      | Rochlitz        | Rochlitz        | Rochlitz             | Rochlitz             | Rochlitz             |
| Marienberg               |            |            |                                                                      | Marienberg      | Marienberg      | Marienberg           | Marienberg           | Marienberg           |
| Markkleeberg             |            |            |                                                                      | Leipzig         | Leipzig         | Leipzig              | Leipzig              | Leipzig              |
| Markneukirchen           |            |            |                                                                      | Oelsnitz        | Oelsnitz        | Klingenthal          | Klingenthal          | Klingenthal          |
| Markranstädt             |            |            |                                                                      | Leipzig         | Leipzig         | Leipzig              | Leipzig              | Leipzig              |
| Meerane                  |            |            |                                                                      | Glauchau        | Glauchau        | Glauchau             | Glauchau             | Glauchau             |
| Meißen                   |            |            |                                                                      | Meißen          | Meißen          | Meißen               | Meißen               | Meißen               |
| Mittweida                |            |            |                                                                      | Rochlitz        | Rochlitz        | Hainichen            | Hainichen            | Hainichen            |
| Mügeln                   |            |            |                                                                      | Oschatz         | Oschatz         | Oschatz              | Oschatz              | Oschatz              |
| Mühltroff                |            |            |                                                                      | Plauen          | Plauen          | Schleiz              | Schleiz              | Schleiz              |
| Mylau                    |            |            |                                                                      | Plauen          | Plauen          | Reichenbach          | Reichenbach          | Reichenbach          |
| Naunhof                  |            |            |                                                                      | Grimma          | Grimma          | Grimma               | Grimma               | Grimma               |
| Nerchau                  |            |            |                                                                      | Grimma          | Grimma          | Grimma               | Grimma               | Grimma               |
| Neugersdorf              |            |            |                                                                      | Löbau           | Löbau           | Löbau                | Löbau                | Löbau                |
| Neusalza-Spremberg       |            |            |                                                                      | Löbau           | Löbau           | Löbau                | Löbau                | Löbau                |
| Neustadt i. Sa.          |            |            |                                                                      | Pirna           | Pirna           | Sebnitz              | Sebnitz              | Sebnitz              |
| Niesky                   |            |            |                                                                      | Niesky          | Niesky          | Niesky               | Niesky               | Niesky               |
| Nossen                   |            |            |                                                                      | Meißen          | Meißen          | Meißen               | Meißen               | Meißen               |
| Oberfrohna               |            | 01.07.1950 | zu Limbach-Oberfrohna                                                | Chemnitz        | –               | –                    | –                    | –                    |
| Oberlungwitz             |            |            |                                                                      | Glauchau        | Glauchau        | Hohenstein-Ernstthal | Hohenstein-Ernstthal | Hohenstein-Ernstthal |
| Oberwiesenthal, Kurort   |            |            |                                                                      | Annaberg        | Annaberg        | Annaberg             | Annaberg             | Annaberg             |
| Oederan                  |            |            |                                                                      | Flöha           | Flöha           | Flöha                | Flöha                | Flöha                |
| Oelsnitz                 |            |            |                                                                      | Oelsnitz        | Oelsnitz        | Oelsnitz             | Oelsnitz             | Oelsnitz             |
| Oelsnitz/Erzgeb.         |            |            |                                                                      | Stollberg       | Zwickau         | Stollberg            | Stollberg            | Stollberg            |
| Olbernhau                |            |            |                                                                      | Marienberg      | Marienberg      | Marienberg           | Marienberg           | Marienberg           |
| Oschatz                  |            |            |                                                                      | Oschatz         | Oschatz         | Oschatz              | Oschatz              | Oschatz              |
| Ostritz                  |            |            |                                                                      | Zittau          | Zittau          | Görlitz              | Görlitz              | Görlitz              |
| Pausa/Vogtl.             |            |            |                                                                      | Plauen          | Plauen          | Zeulenroda           | Zeulenroda           | Zeulenroda           |
| Pegau                    |            |            |                                                                      | Borna           | Borna           | Borna                | Borna                | Borna                |
| Pirna                    |            |            |                                                                      | Pirna           | Pirna           | Pirna                | Pirna                | Pirna                |
| Plauen                   |            |            |                                                                      | kreisfrei       | kreisfrei       | kreisfrei            | kreisfrei            | kreisfrei            |
| Pulsnitz                 |            |            |                                                                      | Kamenz          | Kamenz          | Bischofswerda        | Bischofswerda        | Bischofswerda        |
| Rabenau                  |            |            |                                                                      | Dresden         | Dresden         | Freital              | Freital              | Freital              |
| Radeberg                 |            |            |                                                                      | Dresden         | Dresden         | Dresden              | Dresden              | Dresden              |
| Radebeul                 |            |            |                                                                      | Dresden         | Dresden         | Dresden              | Dresden              | Dresden              |
| Radeburg                 |            |            |                                                                      | Dresden         | Dresden         | Dresden              | Dresden              | Dresden              |
| Regis-Breitingen         |            |            |                                                                      | Borna           | Borna           | Borna                | Borna                | Borna                |
| Reichenbach/O.L.         |            |            |                                                                      | Niesky          | Niesky          | Görlitz              | Görlitz              | Görlitz              |
| Reichenbach/Vogtl.       |            |            |                                                                      | Plauen          | Plauen          | Reichenbach          | Reichenbach          | Reichenbach          |
| Riesa                    |            |            |                                                                      | Großenhain      | Großenhain      | Riesa                | Riesa                | Riesa                |
| Rochlitz                 |            |            |                                                                      | Rochlitz        | Rochlitz        | Rochlitz             | Rochlitz             | Rochlitz             |
| Roßwein                  |            |            |                                                                      | Döbeln          | Döbeln          | Döbeln               | Döbeln               | Döbeln               |
| Rötha                    |            |            |                                                                      | Borna           | Borna           | Borna                | Borna                | Borna                |
| Rothenburg/O.L.          |            |            |                                                                      | Niesky          | Niesky          | Niesky               | Niesky               | Niesky               |
| Sayda                    |            |            |                                                                      | Freiberg        | Freiberg        | Brand-Erbisdorf      | Brand-Erbisdorf      | Brand-Erbisdorf      |
| Scheibenberg             |            |            |                                                                      | Annaberg        | Annaberg        | Annaberg             | Annaberg             | Annaberg             |
| Schildau, Gneisenaustadt |            |            |                                                                      | Torgau          | Torgau          | Torgau               | Torgau               | Torgau               |
| Schirgiswalde            |            |            |                                                                      | Bautzen         | Bautzen         | Bautzen              | Bautzen              | Bautzen              |
| Schkeuditz               |            |            |                                                                      | Merseburg       | Merseburg       | Leipzig              | Leipzig              | Leipzig              |
| Schlettau                |            |            |                                                                      | Annaberg        | Annaberg        | Annaberg             | Annaberg             | Annaberg             |
| Schneeberg               |            |            |                                                                      | Aue             | Aue             | kreisfrei            | Aue                  | Aue                  |
| Schöneck/Vogtl.          |            |            |                                                                      | Oelsnitz        | Oelsnitz        | Klingenthal          | Klingenthal          | Klingenthal          |
| Schwarzenberg/Erzgeb.    |            |            |                                                                      | Aue             | Aue             | Schwarzenberg        | Schwarzenberg        | Schwarzenberg        |
| Sebnitz                  |            |            |                                                                      | Pirna           | Pirna           | Sebnitz              | Sebnitz              | Sebnitz              |
| Seifhennersdorf          | 04.10.1974 |            | Ernennung                                                            | –               | –               | –                    | –                    | Zittau               |
| Siebenlehn               |            |            |                                                                      | Meißen          | Meißen          | Freiberg             | Freiberg             | Freiberg             |
| Siegmar-Schönau          |            | 01.07.1950 | zu Chemnitz                                                          | Chemnitz        | –               | –                    | –                    | –                    |
| Stadt Wehlen             |            |            |                                                                      | Pirna           | Pirna           | Pirna                | Pirna                | Pirna                |
| Stollberg/Erzgeb.        |            |            |                                                                      | Stollberg       | Chemnitz        | Stollberg            | Stollberg            | Stollberg            |
| Stolpen                  |            |            |                                                                      | Pirna           | Pirna           | Sebnitz              | Sebnitz              | Sebnitz              |
| Strehla                  |            |            |                                                                      | Oschatz         | Oschatz         | Riesa                | Riesa                | Riesa                |
| Taucha                   |            |            |                                                                      | Leipzig         | Leipzig         | Leipzig              | Leipzig              | Leipzig              |
| Thalheim/Erzgeb.         |            |            |                                                                      | Stollberg       | Chemnitz        | Stollberg            | Stollberg            | Stollberg            |
| Tharandt                 |            |            |                                                                      | Dresden         | Dresden         | Freital              | Freital              | Freital              |
| Thum                     |            |            |                                                                      | Annaberg        | Annaberg        | Zschopau             | Zschopau             | Zschopau             |
| Torgau                   |            |            |                                                                      | Torgau          | Torgau          | Torgau               | Torgau               | Torgau               |
| Trebsen/Mulde            |            |            |                                                                      | Grimma          | Grimma          | Grimma               | Grimma               | Grimma               |
| Treuen                   |            |            |                                                                      | Auerbach        | Auerbach        | Auerbach             | Auerbach             | Auerbach             |
| Waldenburg               |            |            |                                                                      | Glauchau        | Glauchau        | Glauchau             | Glauchau             | Glauchau             |
| Weißenberg               |            |            |                                                                      | Löbau           | Löbau           | Bautzen              | Bautzen              | Bautzen              |
| Werdau                   |            |            |                                                                      | Zwickau         | Zwickau         | Werdau               | Werdau               | Werdau               |
| Wildenfels               |            |            |                                                                      | Zwickau         | Zwickau         | Zwickau              | Zwickau              | Zwickau              |
| Wilkau-Haßlau            |            |            |                                                                      | Zwickau         | Zwickau         | Zwickau              | Zwickau              | Zwickau              |
| Wilsdruff                |            |            |                                                                      | Meißen          | Meißen          | Freital              | Freital              | Freital              |
| Wilthen                  | 07.10.1969 |            | Ernennung                                                            | –               | –               | –                    | –                    | Bautzen              |
| Wittichenau              |            |            |                                                                      | Hoyerswerda     | Hoyerswerda     | Hoyerswerda          | Hoyerswerda          | Hoyerswerda          |
| Wolkenstein              |            |            |                                                                      | Marienberg      | Marienberg      | Zschopau             | Zschopau             | Zschopau             |
| Wurzen                   |            |            |                                                                      | Grimma          | Grimma          | Wurzen               | Wurzen               | Wurzen               |
| Zittau                   |            |            |                                                                      | Zittau          | Zittau          | Zittau               | Zittau               | Zittau               |
| Zöblitz                  |            |            |                                                                      | Marienberg      | Marienberg      | Marienberg           | Marienberg           | Marienberg           |
| Zschopau                 |            |            |                                                                      | Flöha           | Flöha           | Zschopau             | Zschopau             | Zschopau             |
| Zwenkau                  |            |            |                                                                      | Leipzig         | Leipzig         | Leipzig              | Leipzig              | Leipzig              |
| Zwickau                  |            |            |                                                                      | kreisfrei       | kreisfrei       | kreisfrei            | kreisfrei            | kreisfrei            |
| Zwönitz                  |            |            |                                                                      | Stollberg       | Aue             | Aue                  | Aue                  | Aue                  |

## Sachsen-Anhalt
| Name                    | von        | bis        | Grund                              | Kreis/Landkreis         | Kreis/Landkreis | Kreis/Landkreis | Kreis/Landkreis | Kreis/Landkreis |
| Name                    | von        | bis        | Grund                              | 07.10.1949              | 31.08.1950      | 25.07.1952      | 01.01.1965      | 02.10.1990      |
| Aken (Elbe)             |            |            |                                    | Calbe (Saale)           | Köthen          | Köthen          | Köthen          | Köthen          |
| Allstedt                |            |            |                                    | Sangerhausen            | Sangerhausen    | Sangerhausen    | Sangerhausen    | Sangerhausen    |
| Alsleben (Saale)        |            |            |                                    | Mansfelder Seekreis     | Bernburg        | Bernburg        | Bernburg        | Bernburg        |
| Ammendorf               |            | 01.07.1950 | zu Halle (Saale)                   | Saalkreis               | –               | –               | –               | –               |
| Annaburg                |            |            |                                    | Torgau                  | Torgau          | Jessen          | Jessen          | Jessen          |
| Arneburg                |            |            |                                    | Stendal                 | Stendal         | Stendal         | Stendal         | Stendal         |
| Aschersleben            |            |            |                                    | kreisfrei               | Bernburg        | Aschersleben    | Aschersleben    | Aschersleben    |
| Bad Bibra               |            |            |                                    | Eckartsberga            | Kölleda         | Nebra           | Nebra           | Nebra           |
| Bad Dürrenberg          |            |            |                                    | Merseburg               | Merseburg       | Merseburg       | Merseburg       | Merseburg       |
| Bad Kösen               |            |            |                                    | Weißenfels              | Weißenfels      | Naumburg        | Naumburg        | Naumburg        |
| Bad Lauchstädt          |            |            |                                    | Merseburg               | Merseburg       | Merseburg       | Merseburg       | Merseburg       |
| Bad Schmiedeberg        |            |            |                                    | Wittenberg              | Wittenberg      | Wittenberg      | Wittenberg      | Wittenberg      |
| Ballenstedt             |            |            |                                    | Ballenstedt             | Quedlinburg     | Quedlinburg     | Quedlinburg     | Quedlinburg     |
| Barby (Elbe)            |            |            |                                    | Calbe (Saale)           | Schönebeck      | Schönebeck      | Schönebeck      | Schönebeck      |
| Benneckenstein (Harz)   |            |            |                                    | Nordhausen              | Nordhausen      | Wernigerode     | Wernigerode     | Wernigerode     |
| Bernburg (Saale)        |            |            |                                    | kreisfrei               | Bernburg        | Bernburg        | Bernburg        | Bernburg        |
| Bismark (Altmark)       |            |            |                                    | Stendal                 | Stendal         | Kalbe (Milde)   | Kalbe (Milde)   | Gardelegen      |
| Bitterfeld              |            |            |                                    | Bitterfeld              | Bitterfeld      | Bitterfeld      | Bitterfeld      | Bitterfeld      |
| Blankenburg (Harz)      |            |            |                                    | Blankenburg             | Quedlinburg     | Wernigerode     | Wernigerode     | Wernigerode     |
| Burg                    |            |            |                                    | Jerichow I              | Burg            | Burg            | Burg            | Burg            |
| Calbe (Saale)           |            |            |                                    | Calbe (Saale)           | Schönebeck      | Schönebeck      | Schönebeck      | Schönebeck      |
| Cochstedt               |            |            |                                    | Quedlinburg             | Quedlinburg     | Aschersleben    | Aschersleben    | Aschersleben    |
| Coswig (Anhalt)         |            |            |                                    | Zerbst                  | Zerbst          | Roßlau          | Roßlau          | Roßlau          |
| Dardesheim              |            |            |                                    | Wernigerode             | Wernigerode     | Halberstadt     | Halberstadt     | Halberstadt     |
| Derenburg               |            |            |                                    | Wernigerode             | Wernigerode     | Wernigerode     | Wernigerode     | Wernigerode     |
| Dessau                  |            |            |                                    | kreisfrei               | kreisfrei       | kreisfrei       | kreisfrei       | kreisfrei       |
| Eckartsberga            |            |            |                                    | Eckartsberga            | Kölleda         | Naumburg        | Naumburg        | Naumburg        |
| Egeln                   |            |            |                                    | Wanzleben               | Wanzleben       | Staßfurt        | Staßfurt        | Staßfurt        |
| Elbingerode (Harz)      |            |            |                                    | Wernigerode             | Wernigerode     | Wernigerode     | Wernigerode     | Wernigerode     |
| Ermsleben               |            |            |                                    | Mansfelder Gebirgskreis | Quedlinburg     | Aschersleben    | Aschersleben    | Aschersleben    |
| Freyburg (Unstrut)      |            |            |                                    | Querfurt                | Querfurt        | Nebra           | Nebra           | Nebra           |
| Gardelegen              |            |            |                                    | Gardelegen              | Gardelegen      | Gardelegen      | Gardelegen      | Gardelegen      |
| Genthin                 |            |            |                                    | Jerichow II             | Genthin         | Genthin         | Genthin         | Genthin         |
| Gerbstedt               |            |            |                                    | Mansfelder Seekreis     | Eisleben        | Hettstedt       | Hettstedt       | Hettstedt       |
| Gernrode                |            |            |                                    | Ballenstedt             | Quedlinburg     | Quedlinburg     | Quedlinburg     | Quedlinburg     |
| Gommern                 |            |            |                                    | Jerichow I              | Burg            | Burg            | Burg            | Burg            |
| Gröbzig                 |            |            |                                    | Köthen                  | Köthen          | Köthen          | Köthen          | Köthen          |
| Gröningen               |            |            |                                    | Oschersleben            | Oschersleben    | Oschersleben    | Oschersleben    | Oschersleben    |
| Großalsleben            |            |            |                                    | Oschersleben            | Oschersleben    | Oschersleben    | Oschersleben    | Oschersleben    |
| Güntersberge            |            |            |                                    | Ballenstedt             | Quedlinburg     | Quedlinburg     | Quedlinburg     | Quedlinburg     |
| Güsten                  |            |            |                                    | Bernburg                | Bernburg        | Bernburg        | Bernburg        | Bernburg        |
| Hadmersleben            |            |            |                                    | Wanzleben               | Wanzleben       | Wanzleben       | Wanzleben       | Wanzleben       |
| Halberstadt             |            |            |                                    | kreisfrei               | kreisfrei       | Halberstadt     | Halberstadt     | Halberstadt     |
| Haldensleben            |            |            |                                    | Haldensleben            | Haldensleben    | Haldensleben    | Haldensleben    | Haldensleben    |
| Halle (Saale)           |            |            |                                    | kreisfrei               | kreisfrei       | kreisfrei       | kreisfrei       | kreisfrei       |
| Halle-Neustadt          | 12.05.1967 | 06.05.1990 | aus Halle (Saale) zu Halle (Saale) | –                       | –               | –               | –               | –               |
| Harzgerode              |            |            |                                    | Ballenstedt             | Quedlinburg     | Quedlinburg     | Quedlinburg     | Quedlinburg     |
| Hasselfelde (Harz)      |            |            |                                    | Blankenburg             | Quedlinburg     | Wernigerode     | Wernigerode     | Wernigerode     |
| Havelberg               |            |            |                                    | Westprignitz            | Westprignitz    | Havelberg       | Havelberg       | Havelberg       |
| Hecklingen              |            |            |                                    | Wanzleben               | Wanzleben       | Staßfurt        | Staßfurt        | Staßfurt        |
| Hettstedt               |            |            |                                    | Mansfelder Gebirgskreis | Eisleben        | Hettstedt       | Hettstedt       | Hettstedt       |
| Hohenmölsen             |            |            |                                    | Weißenfels              | Weißenfels      | Hohenmölsen     | Hohenmölsen     | Hohenmölsen     |
| Hoym                    |            |            |                                    | Ballenstedt             | Quedlinburg     | Aschersleben    | Aschersleben    | Aschersleben    |
| Ilsenburg (Harz)        |            |            |                                    | Wernigerode             | Wernigerode     | Wernigerode     | Wernigerode     | Wernigerode     |
| Jerichow                |            |            |                                    | Jerichow II             | Genthin         | Genthin         | Genthin         | Genthin         |
| Jessen (Elster)         |            |            |                                    | Schweinitz              | Herzberg        | Jessen          | Jessen          | Jessen          |
| Jeßnitz                 |            |            |                                    | Dessau-Köthen           | Bitterfeld      | Bitterfeld      | Bitterfeld      | Bitterfeld      |
| Kalbe (Milde)           |            |            |                                    | Salzwedel               | Gardelegen      | Kalbe (Milde)   | Kalbe (Milde)   | Gardelegen      |
| Kelbra (Kyffhäuser)     |            |            |                                    | Sangerhausen            | Sangerhausen    | Sangerhausen    | Sangerhausen    | Sangerhausen    |
| Kemberg                 |            |            |                                    | Wittenberg              | Wittenberg      | Wittenberg      | Wittenberg      | Wittenberg      |
| Klötze                  |            |            |                                    | Gardelegen              | Gardelegen      | Klötze          | Klötze          | Klötze          |
| Könnern                 |            |            |                                    | Saalkreis               | Saalkreis       | Bernburg        | Bernburg        | Bernburg        |
| Köthen (Anh.)           |            |            |                                    | kreisfrei               | Köthen          | Köthen          | Köthen          | Köthen          |
| Kroppenstedt            |            |            |                                    | Oschersleben            | Oschersleben    | Staßfurt        | Staßfurt        | Staßfurt        |
| Landsberg               |            |            |                                    | Delitzsch               | Saalkreis       | Saalkreis       | Saalkreis       | Saalkreis       |
| Laucha an der Unstrut   |            |            |                                    | Querfurt                | Querfurt        | Nebra           | Nebra           | Nebra           |
| Leimbach                |            | 01.07.1950 | zu Mansfeld                        | Mansfelder Gebirgskreis | –               | –               | –               | –               |
| Lindau                  |            |            |                                    | Zerbst                  | Zerbst          | Zerbst          | Zerbst          | Zerbst          |
| Löbejün                 |            |            |                                    | Saalkreis               | Saalkreis       | Saalkreis       | Saalkreis       | Saalkreis       |
| Loburg                  |            |            |                                    | Jerichow I              | Burg            | Loburg          | Zerbst          | Zerbst          |
| Lutherstadt Eisleben    |            |            |                                    | kreisfrei               | Eisleben        | Eisleben        | Eisleben        | Eisleben        |
| Lutherstadt Wittenberg  |            |            |                                    | kreisfrei               | Wittenberg      | Wittenberg      | Wittenberg      | Wittenberg      |
| Magdeburg               |            |            |                                    | kreisfrei               | kreisfrei       | kreisfrei       | kreisfrei       | kreisfrei       |
| Mansfeld                |            |            |                                    | Mansfelder Gebirgskreis | Eisleben        | Hettstedt       | Hettstedt       | Hettstedt       |
| Merseburg (Saale)       |            |            |                                    | kreisfrei               | Merseburg       | Merseburg       | Merseburg       | Merseburg       |
| Möckern                 |            |            |                                    | Jerichow I              | Burg            | Loburg          | Burg            | Burg            |
| Mücheln (Geiseltal)     |            |            |                                    | Merseburg               | Merseburg       | Merseburg       | Merseburg       | Merseburg       |
| Naumburg (Saale)        |            |            |                                    | kreisfrei               | Weißenfels      | Naumburg        | Naumburg        | Naumburg        |
| Nebra                   |            |            |                                    | Querfurt                | Querfurt        | Nebra           | Nebra           | Nebra           |
| Nienburg (Saale)        |            |            |                                    | Bernburg                | Bernburg        | Bernburg        | Bernburg        | Bernburg        |
| Oebisfelde              |            |            |                                    | Gardelegen              | Gardelegen      | Klötze          | Klötze          | Klötze          |
| Oranienbaum             |            |            |                                    | Dessau-Köthen           | Köthen          | Gräfenhainichen | Gräfenhainichen | Gräfenhainichen |
| Oschersleben (Bode)     |            |            |                                    | Oschersleben            | Oschersleben    | Oschersleben    | Oschersleben    | Oschersleben    |
| Osterburg (Altmark)     |            |            |                                    | Osterburg               | Osterburg       | Osterburg       | Osterburg       | Osterburg       |
| Osterfeld               |            |            |                                    | Weißenfels              | Zeitz           | Zeitz           | Zeitz           | Zeitz           |
| Osterwieck              |            |            |                                    | Wernigerode             | Wernigerode     | Halberstadt     | Halberstadt     | Halberstadt     |
| Prettin                 |            |            |                                    | Torgau                  | Torgau          | Jessen          | Jessen          | Jessen          |
| Pretzsch (Elbe)         |            |            |                                    | Wittenberg              | Wittenberg      | Wittenberg      | Wittenberg      | Wittenberg      |
| Quedlinburg             |            |            |                                    | kreisfrei               | Quedlinburg     | Quedlinburg     | Quedlinburg     | Quedlinburg     |
| Radegast                |            |            |                                    | Köthen                  | Köthen          | Köthen          | Köthen          | Köthen          |
| Raguhn                  |            |            |                                    | Dessau-Köthen           | Bitterfeld      | Bitterfeld      | Bitterfeld      | Bitterfeld      |
| Roßlau (Elbe)           |            |            |                                    | Zerbst                  | Zerbst          | Roßlau          | Roßlau          | Roßlau          |
| Salzwedel               |            |            |                                    | Salzwedel               | Salzwedel       | Salzwedel       | Salzwedel       | Salzwedel       |
| Sandau (Elbe)           |            |            |                                    | Jerichow II             | Genthin         | Havelberg       | Havelberg       | Havelberg       |
| Sandersleben            |            |            |                                    | Bernburg                | Bernburg        | Hettstedt       | Hettstedt       | Hettstedt       |
| Sangerhausen            |            |            |                                    | Sangerhausen            | Sangerhausen    | Sangerhausen    | Sangerhausen    | Sangerhausen    |
| Schafstädt              |            |            |                                    | Merseburg               | Merseburg       | Merseburg       | Merseburg       | Merseburg       |
| Schönebeck (Elbe)       |            |            |                                    | kreisfrei               | Schönebeck      | Schönebeck      | Schönebeck      | Schönebeck      |
| Schwanebeck             |            |            |                                    | Oschersleben            | Oschersleben    | Halberstadt     | Halberstadt     | Halberstadt     |
| Seehausen               |            |            |                                    | Wanzleben               | Wanzleben       | Wanzleben       | Wanzleben       | Wanzleben       |
| Seehausen (Altmark)     |            |            |                                    | Osterburg               | Osterburg       | Seehausen       | Seehausen       | Osterburg       |
| Staßfurt                |            |            |                                    | Calbe (Saale)           | Bernburg        | Staßfurt        | Staßfurt        | Staßfurt        |
| Stendal                 |            |            |                                    | kreisfrei               | Stendal         | Stendal         | Stendal         | Stendal         |
| Stolberg (Harz), Kurort |            |            |                                    | Sangerhausen            | Sangerhausen    | Sangerhausen    | Sangerhausen    | Sangerhausen    |
| Stößen                  |            |            |                                    | Weißenfels              | Weißenfels      | Hohenmölsen     | Hohenmölsen     | Hohenmölsen     |
| Tangerhütte             |            |            |                                    | Stendal                 | Stendal         | Tangerhütte     | Tangerhütte     | Stendal         |
| Tangermünde             |            |            |                                    | Stendal                 | Stendal         | Stendal         | Stendal         | Stendal         |
| Teuchern                |            |            |                                    | Weißenfels              | Weißenfels      | Hohenmölsen     | Hohenmölsen     | Hohenmölsen     |
| Thale                   |            |            |                                    | Quedlinburg             | Quedlinburg     | Quedlinburg     | Quedlinburg     | Quedlinburg     |
| Wanzleben               |            |            |                                    | Wanzleben               | Wanzleben       | Wanzleben       | Wanzleben       | Wanzleben       |
| Wegeleben               |            |            |                                    | Oschersleben            | Oschersleben    | Halberstadt     | Halberstadt     | Halberstadt     |
| Weißenfels              |            |            |                                    | Weißenfels              | Weißenfels      | Weißenfels      | Weißenfels      | Weißenfels      |
| Werben                  |            |            |                                    | Osterburg               | Osterburg       | Seehausen       | Seehausen       | Osterburg       |
| Wernigerode             |            |            |                                    | Wernigerode             | Wernigerode     | Wernigerode     | Wernigerode     | Wernigerode     |
| Wettin                  |            |            |                                    | Saalkreis               | Saalkreis       | Saalkreis       | Saalkreis       | Saalkreis       |
| Wolfen                  | 07.10.1958 |            | Ernennung                          | –                       | –               | –               | Bitterfeld      | Bitterfeld      |
| Wolmirstedt             |            |            |                                    | Wolmirstedt             | Wolmirstedt     | Wolmirstedt     | Wolmirstedt     | Wolmirstedt     |
| Wörlitz                 |            |            |                                    | Dessau-Köthen           | Köthen          | Gräfenhainichen | Gräfenhainichen | Gräfenhainichen |
| Zahna                   |            | 01.01.2011 | zu Zahna-Elster                    | Wittenberg              | Wittenberg      | Wittenberg      | Wittenberg      | Wittenberg      |
| Zeitz                   |            |            |                                    | kreisfrei               | Zeitz           | Zeitz           | Zeitz           | Zeitz           |
| Zerbst                  |            |            |                                    | Zerbst                  | Zerbst          | Zerbst          | Zerbst          | Zerbst          |
| Zörbig                  |            |            |                                    | Bitterfeld              | Bitterfeld      | Bitterfeld      | Bitterfeld      | Bitterfeld      |

## Thüringen
| Name                        | von        | bis        | Grund                             | Kreis/Landkreis | Kreis/Landkreis | Kreis/Landkreis    | Kreis/Landkreis    | Kreis/Landkreis    |
| Name                        | von        | bis        | Grund                             | 07.10.1949      | 31.08.1950      | 25.07.1952         | 01.01.1965         | 02.10.1990         |
| Altenburg                   |            |            |                                   | kreisfrei       | Altenburg       | Altenburg          | Altenburg          | Altenburg          |
| Apolda                      |            |            |                                   | kreisfrei       | Weimar          | Apolda             | Apolda             | Apolda             |
| Arnstadt                    |            |            |                                   | kreisfrei       | Arnstadt        | Arnstadt           | Arnstadt           | Arnstadt           |
| Artern/Unstrut              |            |            |                                   | Sangerhausen    | Sangerhausen    | Artern             | Artern             | Artern             |
| Auma                        |            |            |                                   | Gera            | Gera            | Zeulenroda         | Zeulenroda         | Zeulenroda         |
| Bad Berka                   |            |            |                                   | Weimar          | Weimar          | Weimar             | Weimar             | Weimar             |
| Bad Blankenburg             |            |            |                                   | Rudolstadt      | Rudolstadt      | Rudolstadt         | Rudolstadt         | Rudolstadt         |
| Bad Köstritz                |            |            |                                   | Gera            | Gera            | Gera               | Gera               | Gera               |
| Bad Langensalza             | 28.06.1956 |            | Namensänderung von Langensalza    | –               | –               | –                  | Langensalza        | Langensalza        |
| Bad Liebenstein             | 01.10.1959 |            | Ernennung                         | –               | –               | –                  | Bad Salzungen      | Bad Salzungen      |
| Bad Salzungen               |            |            |                                   | Meiningen       | Bad Salzungen   | Bad Salzungen      | Bad Salzungen      | Bad Salzungen      |
| Bad Sulza                   |            |            |                                   | Weimar          | Weimar          | Apolda             | Apolda             | Apolda             |
| Bad Tennstedt               |            |            |                                   | Langensalza     | Erfurt          | Langensalza        | Langensalza        | Langensalza        |
| Berga/Elster                |            |            |                                   | Greiz           | Greiz           | Greiz              | Greiz              | Greiz              |
| Berka/Werra                 |            |            |                                   | Eisenach        | Eisenach        | Eisenach           | Eisenach           | Eisenach           |
| Blankenhain                 |            |            |                                   | Weimar          | Weimar          | Weimar             | Weimar             | Weimar             |
| Bleicherode                 |            |            |                                   | Nordhausen      | Nordhausen      | Nordhausen         | Nordhausen         | Nordhausen         |
| Brotterode, Kurort          |            |            |                                   | Schmalkalden    | Meiningen       | Schmalkalden       | Schmalkalden       | Schmalkalden       |
| Bürgel                      |            |            |                                   | Stadtroda       | Jena            | Eisenberg          | Eisenberg          | Eisenberg          |
| Buttelstedt                 |            |            |                                   | Weimar          | Weimar          | Weimar             | Weimar             | Weimar             |
| Camburg                     |            |            |                                   | Stadtroda       | Jena            | Jena               | Jena               | Jena               |
| Clingen                     |            |            |                                   | Sondershausen   | Sondershausen   | Sömmerda           | Sondershausen      | Sondershausen      |
| Creuzburg                   |            |            |                                   | Eisenach        | Eisenach        | Eisenach           | Eisenach           | Eisenach           |
| Dingelstädt                 |            |            |                                   | Worbis          | Worbis          | Worbis             | Worbis             | Worbis             |
| Dornburg/Saale              |            |            |                                   | Stadtroda       | Jena            | Jena               | Jena               | Jena               |
| Ebeleben                    |            |            |                                   | Sondershausen   | Sondershausen   | Sondershausen      | Sondershausen      | Sondershausen      |
| Eisenach                    |            |            |                                   | kreisfrei       | Eisenach        | Eisenach           | Eisenach           | Eisenach           |
| Eisenberg                   |            |            |                                   | Stadtroda       | Jena            | Eisenberg          | Eisenberg          | Eisenberg          |
| Eisfeld                     |            |            |                                   | Hildburghausen  | Hildburghausen  | Hildburghausen     | Hildburghausen     | Hildburghausen     |
| Ellrich                     |            |            |                                   | Nordhausen      | Nordhausen      | Nordhausen         | Nordhausen         | Nordhausen         |
| Erfurt                      |            |            |                                   | kreisfrei       | kreisfrei       | kreisfrei          | kreisfrei          | kreisfrei          |
| Friedrichroda               |            |            |                                   | Gotha           | Gotha           | Gotha              | Gotha              | Gotha              |
| Gebesee                     |            |            |                                   | Weißensee       | Erfurt          | Erfurt             | Erfurt             | Erfurt             |
| Gefell                      |            |            |                                   | Schleiz         | Schleiz         | Schleiz            | Schleiz            | Schleiz            |
| Gehren                      |            |            |                                   | Arnstadt        | Arnstadt        | Ilmenau            | Ilmenau            | Ilmenau            |
| Gera                        |            |            |                                   | kreisfrei       | kreisfrei       | kreisfrei          | kreisfrei          | kreisfrei          |
| Gößnitz                     |            |            |                                   | Altenburg       | Altenburg       | Schmölln           | Schmölln           | Schmölln           |
| Gotha                       |            |            |                                   | kreisfrei       | Gotha           | Gotha              | Gotha              | Gotha              |
| Gräfenthal                  |            |            |                                   | Saalfeld        | Saalfeld        | Neuhaus am Rennweg | Neuhaus am Rennweg | Neuhaus am Rennweg |
| Greiz                       |            |            |                                   | kreisfrei       | Greiz           | Greiz              | Greiz              | Greiz              |
| Greußen                     |            |            |                                   | Sondershausen   | Sondershausen   | Sömmerda           | Sondershausen      | Sondershausen      |
| Großbreitenbach             |            |            |                                   | Arnstadt        | Arnstadt        | Ilmenau            | Ilmenau            | Ilmenau            |
| Großenehrich                |            |            |                                   | Sondershausen   | Sondershausen   | Sondershausen      | Sondershausen      | Sondershausen      |
| Heilbad Heiligenstadt       |            |            |                                   | Worbis          | Worbis          | Heiligenstadt      | Heiligenstadt      | Heiligenstadt      |
| Heldburg                    |            |            |                                   | Hildburghausen  | Hildburghausen  | Hildburghausen     | Hildburghausen     | Hildburghausen     |
| Heldrungen                  |            |            |                                   | Eckartsberga    | Kölleda         | Artern             | Artern             | Artern             |
| Heringen/Helme              |            |            |                                   | Nordhausen      | Nordhausen      | Nordhausen         | Nordhausen         | Nordhausen         |
| Hermsdorf                   | 07.10.1969 |            | Ernennung                         | –               | –               | –                  | –                  | Stadtroda          |
| Hildburghausen              |            |            |                                   | Hildburghausen  | Hildburghausen  | Hildburghausen     | Hildburghausen     | Hildburghausen     |
| Hirschberg                  |            |            |                                   | Schleiz         | Schleiz         | Schleiz            | Schleiz            | Schleiz            |
| Hohenleuben                 |            |            |                                   | Greiz           | Greiz           | Zeulenroda         | Zeulenroda         | Zeulenroda         |
| Ilmenau                     |            |            |                                   | Arnstadt        | Arnstadt        | Ilmenau            | Ilmenau            | Ilmenau            |
| Jena                        |            |            |                                   | kreisfrei       | kreisfrei       | kreisfrei          | kreisfrei          | kreisfrei          |
| Kahla                       |            |            |                                   | Stadtroda       | Jena            | Jena               | Jena               | Jena               |
| Kaltennordheim              |            |            |                                   | Eisenach        | Bad Salzungen   | Bad Salzungen      | Bad Salzungen      | Bad Salzungen      |
| Kindelbrück                 |            |            |                                   | Weißensee       | Sondershausen   | Sömmerda           | Sömmerda           | Sömmerda           |
| Kölleda                     |            |            |                                   | Eckartsberga    | Kölleda         | Sömmerda           | Sömmerda           | Sömmerda           |
| Königsee                    |            |            |                                   | Rudolstadt      | Rudolstadt      | Rudolstadt         | Rudolstadt         | Rudolstadt         |
| Kranichfeld                 |            |            |                                   | Weimar          | Weimar          | Weimar             | Weimar             | Weimar             |
| Langenberg                  |            | 01.07.1950 | zu Gera                           | Gera            | –               | –                  | –                  | –                  |
| Langensalza                 |            | 28.06.1956 | Namensänderung in Bad Langensalza | Langensalza     | Mühlhausen      | Langensalza        | –                  | –                  |
| Langewiesen                 |            |            |                                   | Arnstadt        | Arnstadt        | Ilmenau            | Ilmenau            | Ilmenau            |
| Lauscha                     | 01.01.1958 |            | Ernennung                         | –               | –               | –                  | Neuhaus am Rennweg | Neuhaus am Rennweg |
| Lehesten                    |            |            |                                   | Saalfeld        | Saalfeld        | Lobenstein         | Lobenstein         | Lobenstein         |
| Leinefelde                  | 07.10.1969 |            | Ernennung                         | –               | –               | –                  | –                  | Worbis             |
| Leutenberg                  |            |            |                                   | Saalfeld        | Saalfeld        | Saalfeld           | Saalfeld           | Saalfeld           |
| Lobenstein, Moorbad         |            |            |                                   | Schleiz         | Schleiz         | Lobenstein         | Lobenstein         | Lobenstein         |
| Lucka                       |            |            |                                   | Altenburg       | Altenburg       | Altenburg          | Altenburg          | Altenburg          |
| Magdala                     |            |            |                                   | Weimar          | Weimar          | Weimar             | Weimar             | Weimar             |
| Meiningen                   |            |            |                                   | Meiningen       | Meiningen       | Meiningen          | Meiningen          | Meiningen          |
| Meuselwitz                  |            |            |                                   | Altenburg       | Altenburg       | Altenburg          | Altenburg          | Altenburg          |
| Mühlhausen/Thüringen        |            |            |                                   | kreisfrei       | Mühlhausen      | Mühlhausen         | Mühlhausen         | Mühlhausen         |
| Münchenbernsdorf            |            |            |                                   | Gera            | Gera            | Gera               | Gera               | Gera               |
| Neuhaus am Rennweg          |            |            |                                   | Sonneberg       | Sonneberg       | Neuhaus am Rennweg | Neuhaus am Rennweg | Neuhaus am Rennweg |
| Neumark                     |            |            |                                   | Weimar          | Weimar          | Weimar             | Weimar             | Weimar             |
| Neustadt an der Orla        |            |            |                                   | Gera            | Gera            | Pößneck            | Pößneck            | Pößneck            |
| Nordhausen                  |            |            |                                   | kreisfrei       | Nordhausen      | Nordhausen         | Nordhausen         | Nordhausen         |
| Oberhof                     | 17.10.1985 |            | Ernennung                         | –               | –               | –                  | –                  | Suhl               |
| Oberweißbach/Thür. Wald     |            |            |                                   | Rudolstadt      | Sonneberg       | Neuhaus am Rennweg | Neuhaus am Rennweg | Neuhaus am Rennweg |
| Orlamünde                   |            |            |                                   | Stadtroda       | Jena            | Jena               | Jena               | Jena               |
| Plaue                       |            |            |                                   | Arnstadt        | Arnstadt        | Arnstadt           | Arnstadt           | Arnstadt           |
| Pößneck                     |            |            |                                   | Saalfeld        | Saalfeld        | Pößneck            | Pößneck            | Pößneck            |
| Rastenberg                  |            |            |                                   | Weimar          | Weimar          | Sömmerda           | Sömmerda           | Sömmerda           |
| Römhild                     |            |            |                                   | Hildburghausen  | Hildburghausen  | Meiningen          | Meiningen          | Meiningen          |
| Ronneburg                   |            |            |                                   | Gera            | Gera            | Gera               | Gera               | Gera               |
| Rudolstadt                  |            |            |                                   | Rudolstadt      | Rudolstadt      | Rudolstadt         | Rudolstadt         | Rudolstadt         |
| Ruhla                       |            |            |                                   | Eisenach        | Eisenach        | Eisenach           | Eisenach           | Eisenach           |
| Saalburg                    |            |            |                                   | Schleiz         | Schleiz         | Schleiz            | Schleiz            | Schleiz            |
| Saalfeld/Saale              |            |            |                                   | Saalfeld        | Saalfeld        | Saalfeld           | Saalfeld           | Saalfeld           |
| Schalkau                    |            |            |                                   | Sonneberg       | Sonneberg       | Sonneberg          | Sonneberg          | Sonneberg          |
| Schkölen                    |            |            |                                   | Weißenfels      | Zeitz           | Eisenberg          | Eisenberg          | Eisenberg          |
| Schleiz                     |            |            |                                   | Schleiz         | Schleiz         | Schleiz            | Schleiz            | Schleiz            |
| Schleusingen                |            |            |                                   | Suhl            | Hildburghausen  | Suhl               | Suhl               | Suhl               |
| Schlotheim                  |            |            |                                   | Sondershausen   | Mühlhausen      | Mühlhausen         | Mühlhausen         | Mühlhausen         |
| Schmalkalden                |            |            |                                   | Schmalkalden    | Suhl            | Schmalkalden       | Schmalkalden       | Schmalkalden       |
| Schmölln                    |            |            |                                   | Altenburg       | Altenburg       | Schmölln           | Schmölln           | Schmölln           |
| Sömmerda                    |            |            |                                   | Weißensee       | Erfurt          | Sömmerda           | Sömmerda           | Sömmerda           |
| Sondershausen               |            |            |                                   | Sondershausen   | Sondershausen   | Sondershausen      | Sondershausen      | Sondershausen      |
| Sonneberg                   |            |            |                                   | Sonneberg       | Sonneberg       | Sonneberg          | Sonneberg          | Sonneberg          |
| Stadtilm                    |            |            |                                   | Arnstadt        | Arnstadt        | Arnstadt           | Arnstadt           | Arnstadt           |
| Stadtlengsfeld              |            |            |                                   | Eisenach        | Bad Salzungen   | Bad Salzungen      | Bad Salzungen      | Bad Salzungen      |
| Stadtroda                   |            |            |                                   | Stadtroda       | Jena            | Stadtroda          | Stadtroda          | Stadtroda          |
| Steinach                    |            |            |                                   | Sonneberg       | Sonneberg       | Sonneberg          | Sonneberg          | Sonneberg          |
| Steinbach-Hallenberg        |            |            |                                   | Schmalkalden    | Suhl            | Schmalkalden       | Schmalkalden       | Schmalkalden       |
| Suhl                        |            |            |                                   | Suhl            | Suhl            | Suhl               | Suhl               | kreisfrei          |
| Tambach-Dietharz/Thür. Wald |            |            |                                   | Gotha           | Gotha           | Gotha              | Gotha              | Gotha              |
| Themar                      |            |            |                                   | Hildburghausen  | Hildburghausen  | Hildburghausen     | Hildburghausen     | Hildburghausen     |
| Treffurt                    |            |            |                                   | Mühlhausen      | Eisenach        | Eisenach           | Eisenach           | Eisenach           |
| Triebes                     |            |            |                                   | Greiz           | Greiz           | Zeulenroda         | Zeulenroda         | Zeulenroda         |
| Triptis                     |            |            |                                   | Gera            | Gera            | Pößneck            | Pößneck            | Pößneck            |
| Ummerstadt                  |            |            |                                   | Hildburghausen  | Hildburghausen  | Hildburghausen     | Hildburghausen     | Hildburghausen     |
| Vacha                       |            |            |                                   | Eisenach        | Bad Salzungen   | Bad Salzungen      | Bad Salzungen      | Bad Salzungen      |
| Waltershausen               |            |            |                                   | Gotha           | Gotha           | Gotha              | Gotha              | Gotha              |
| Wasungen                    |            |            |                                   | Meiningen       | Meiningen       | Meiningen          | Meiningen          | Meiningen          |
| Weida                       |            |            |                                   | Gera            | Gera            | Gera               | Gera               | Gera               |
| Weimar                      |            |            |                                   | kreisfrei       | kreisfrei       | kreisfrei          | kreisfrei          | kreisfrei          |
| Weißensee                   |            |            |                                   | Weißensee       | Erfurt          | Sömmerda           | Sömmerda           | Sömmerda           |
| Worbis                      |            |            |                                   | Worbis          | Worbis          | Worbis             | Worbis             | Worbis             |
| Wurzbach                    |            |            |                                   | Schleiz         | Schleiz         | Lobenstein         | Lobenstein         | Lobenstein         |
| Zella-Mehlis                |            |            |                                   | Suhl            | Suhl            | Suhl               | Suhl               | Suhl               |
| Zeulenroda                  |            |            |                                   | Greiz           | Greiz           | Zeulenroda         | Zeulenroda         | Zeulenroda         |
| Ziegenrück                  |            |            |                                   | Schleiz         | Schleiz         | Schleiz            | Schleiz            | Schleiz            |